# Magyar Koronaőrök Egyesülete
A Magyar Koronaőrök Egyesülete a rendszerváltás után, 1991. szeptember 19-én alapított egyesület, célja a magyar Szent Korona őrzésére hivatott Koronaőrség hagyományainak megőrzése.

## Története
Vitéz József koronaőr főhadnagy – a Szent Korona menekítésében 1944 végén, 1945 tavaszán részt vett koronaőr törzsőrmester – a rendszerváltás után határozta el, hogy hosszú évtizedek után feléleszti a koronaőrséget. Így a magyar királyi Koronaőrség még élő 9 tagjával (többek közt Kollát Ferenccel, Göndör Sándorral és Vaszari Józseffel) együtt hozta létre 1991 szeptember 19.-én a Magyar Koronaőrök Egyesületét, mely a magyar Koronaőrség történelmi és katonai hagyományainak őrzésére, ápolására szerveződött.
Az alapító, Vitéz József elszántsága mindenképp kellett ahhoz, hogy az egykori koronaőrök emléke előtt méltán tisztelegjen az utókor, a háború utáni meghurcoltatásukat rehabilitáció, rendfokozatukban való posztumusz előléptetés kövesse.
Az 1909-ben rendszeresített tradicionális egyenruha szabásmintáinak felkutatása, az öltözetek, a csizmák újbóli elkészíttetése csak társadalmi szervezetek, magánszemélyek adományaiból valósulhatott meg. Ezek után az alapítás évében, az augusztusi budapesti Szent Jobb körmenet élén már ott lehetett négy, hagyományos egyenruhában díszelgő egyesületi koronaőr.
1991 és 2011 között ez a koronaőrség eszméjét ápoló egyesület látta el a díszelgő alakulat feladatait, országjáró missziót vállalva. Az Egyesület aktív szerepet vállalt a Honvéd Koronaőrség létrehozásáért folytatott munkálatokban, illetve létrehozásának szervezésében. Ezen feladatokat a Magyar Koronaőrök egyesülete, vitéz Vitéz József 1941 és 1945 között a Szent Korona mentésében is szerepet vállaló honvéd koronaőr törzsőrmester útmutatása és akarata szerint hajtotta végre. A 2011-ben 20 éves Egyesület ünnepségén, az Egyesület munkájáról a Honvéd Koronaőrség parancsnoka elismerően nyilatkozott.
A koronaőrség újbóli felállítása elképzelhetetlen lett volna a hagyományőrzők nélkül, akik nem hagyták, hogy a múltba vesszen a Szent Korona őrzésének nemes hagyománya. A Magyar Koronaőrök Egyesületének tagjai komoly munkát végeztek: pénzüket és idejüket nem sajnálva elérték, hogy a rendszerváltást követő két évtizedben folyamatosan napirenden legyen a koronaőrség újbóli felállításának ügye. Ennek köszönhetően 2011. május 30.-án a Magyar Honvédség állományába tartozó Honvéd Koronaőrség ünnepélyes keretek közt 66 év után ismét átvette a Szent Korona őrzését. Az honvéd koronaőrök felkészítésében a Magyar Koronaőrök Egyesülete is részt vett, törekedve a koronaőri erények továbbadására. Május 30-án, az Országházban, a jogfolytonosság okán ott lehettek a honvéd koronaőrök eskütételén. Az Egyesület ezzel elvégezte alapításakor tett vállalását, hiszen – ahogy azt Vitéz József végakaratában kívánta – a honvédség átvette a magyar nemzet szent jelvényeinek őrzését és védelmét.
A koronaőrség újbóli felállítása elképzelhetetlen lett volna a hagyományőrzők nélkül, akik nem hagyták, hogy a múltba vesszen a Szent Korona őrzésének nemes hagyománya. A Magyar Koronaőrök Egyesületének tagjai komoly munkát végeztek; pénzüket és idejüket nem sajnálva elérték, hogy a rendszerváltást követő két évtizedben folyamatosan napirenden legyen a koronaőrség újbóli felállításának ügye.